# イリーナ・タラソワ
イリーナ・イヴァノヴナ・タラソワ（露: Ирина Ивановна Тарасова, 英: Irina Ivanovna Tarasova, 1987年4月15日 - ）は、ロシアの陸上競技選手である。主に砲丸投を行う。2012年のロンドンオリンピックに女子砲丸投で出場している。

## 概要
ヴラジーミル州のコヴロフに生まれる。身長は179センチメートルであり、体重は115キログラムである。クラスノダールのクバン国家体育・観光大学を卒業する。所属はAthletic Sport Club Moscowである。ロシアにおけるスポーツ部門の国際マスター (ru:Мастер спорта России международного класса) の称号を受けている。アレクセイ・アンドレーエフ (ru:Андреев, Алексей Викторович (тренер)) などから指導を受けている。
自己ベストは、砲丸投（屋外）が2012年5月27日に記録した19.35メートル、砲丸投（屋内）が同年1月21日に記録した18.76メートルであり、ハンマー投が2014年4月23日に記録した64.14メートルである。

## 経歴
2004年、世界ジュニア陸上競技選手権大会の砲丸投で16.16メートルを記録し、5位となる。2006年、世界ジュニア陸上競技選手権大会の砲丸投で17.11メートルを記録し、銅メダルを獲得する。2007年、ユニバーシアードの砲丸投で17.46メートルを記録し、金メダルを獲得する。2011年、ユニバーシアードの砲丸投で18.02メートルを記録し、金メダルを獲得する。
2012年、ヨーロッパ陸上競技選手権大会の砲丸投で18.91メートルを記録し、銀メダルを獲得する。同年、ロンドンオリンピックの砲丸投で19.00メートルを記録し、8位となる。2013年、ユニバーシアードの砲丸投で18.75メートルを記録し、金メダルを獲得する。2014年、ヨーロッパ団体選手権の砲丸投で18.36メートルを記録し、銀メダルを獲得する。2015年、ヨーロッパ団体選手権の砲丸投で18.51メートルを記録し、金メダルを獲得する。